# Omkonst
Omkonst är en nättidskrift, som startades 2002 av konstnärerna Susanna Slöör och Leif Mattsson. 
Tidskriftens skribenter är huvudsakligen konstnärer, varav många är medlemmar i Svenska Konstkritikersamfundet. Tidskriften uppbär nättidskriftsstöd från Kulturrådet och uppdateras vanligen varje vecka.
År 2007 fick tidskriften ett större projektbidrag från Sveriges Bildkonstnärsfond, ett organ inom Konstnärsnämnden, för ett bokprojekt kallat Om tillståndet i konsten. Bland de deltagande skribenterna i boken finns Lars Nittve, Ulf Linde, Nina Öhman, Dan Jönsson och Nina Bondeson.